# Porsche-Diesel Standard Star 219
 (mars 2025).
Si vous disposez d'ouvrages ou d'articles de référence ou si vous connaissez des sites web de qualité traitant du thème abordé ici, merci de compléter l'article en donnant les références utiles à sa vérifiabilité et en les liant à la section « Notes et références ».
 (février 2025).

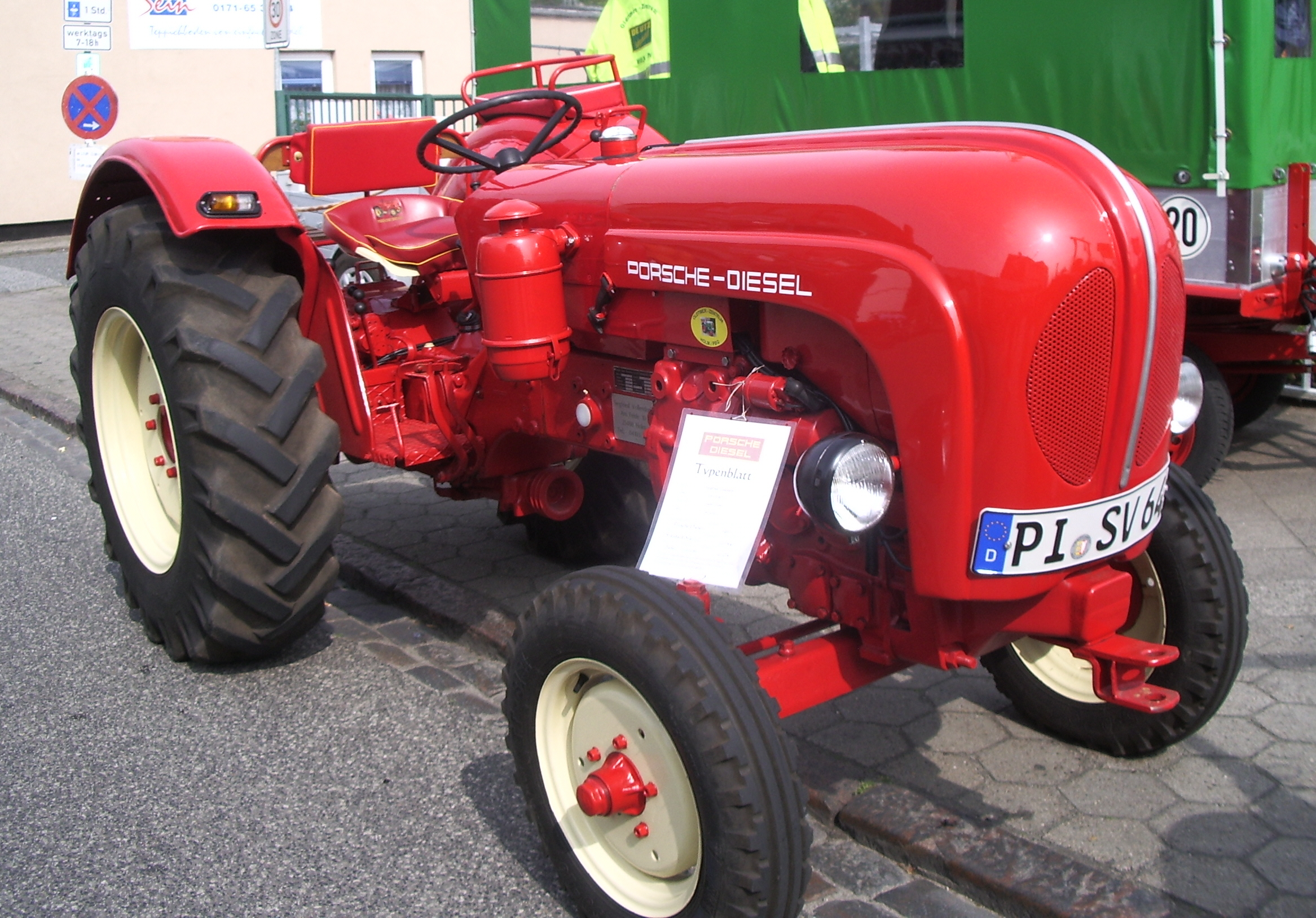
Porsche-Diesel Standard Star 219

Le Porsche-Diesel Standard Star 219 était un tracteur fabriqué par Porsche-Diesel Motorenbau GmbH, basée à Friedrichshafen sur le lac de Constance et qui a produit environ 6 700 unités de ce modèle de tracteur de 1960 à 1963. L’élément le plus remarquable du tracteur, en plus de ses 30 ch, qui faisaient de ce modèle à moteur deux cylindres le plus puissant de sa catégorie, étaient les trois espaces de travail du modèle de tracteur. Le tracteur Porsche était équipé de huit vitesses avant et de deux vitesses arrière, ainsi que d’une boîte de vitesses Deutz portant la désignation de type T 25. En détail, il s’agissait d’une transmission de groupe qui comportait quatre rapports de terrain et quatre rapports de route. Le réglage du carburant en fonction de la charge et les buses d’étranglement faisaient partie des particularités du moteur. Le moteur du Porsche-Diesel Standard Star 219 était, comme c’était typique pour Porsche, équipé d’un ventilateur de refroidissement radial et d’un régulateur de réglage de la force centrifuge. De plus, le moteur était équipé d’un vilebrequin à triple palier, d’un filtre à air à bain d’huile et d’un arbre à cames entraîné par engrenages en dessous.
Un accouplement hydraulique Voith et un double embrayage Fichtel & Sachs de type DO 280/250 K sont installés dans le tracteur. Le Porsche-Diesel Standard Star 219 était équipée de série d’un engrenage droit dans le carter de la boîte de vitesses. Toutefois, une boîte de vitesses à grande vitesse pouvait également être installée sur demande. Alors que le rayon de braquage était de 3 450 millimètres lorsque le frein de direction n’était pas utilisé, le rayon de braquage tombait à 3 100 millimètres lorsque le frein de direction était utilisé. En marche arrière, le Porsche-Diesel Standard Star 219 pouvait atteindre une vitesse de pointe de 8,9 km/h. En marche avant, la vitesse de pointe était de 28,3 km/h.

## Source de la traduction
- (de) Cet article est partiellement ou en totalité issu de l’article de Wikipédia en allemand intitulé « Porsche-Diesel Standard Star 219 » (voir la liste des auteurs).